# Ahmed Yasser Rayan
Ahmed Yasser Anwar Mohamed Rayan (in arabo أحمد ياسر ريان‎?; Il Cairo, 24 gennaio 1998) è un calciatore egiziano, attaccante del Ceramica Cleopatra e della nazionale egiziana.

## Biografia
È figlio di Yasser Rayan, ex calciatore dell'Al-Ahly e della nazionale egiziana.

## Carriera

### Club
Muove i suoi primi passi nelle giovanili dell'Al-Ahly. Esordisce in prima squadra il 10 settembre 2017 contro l'El Gaish, subentrando ad inizio ripresa al posto di Walid Soliman. Il 2 gennaio 2019 passa in prestito all'El-Gouna. L'11 gennaio 2021 viene ceduto in prestito al Ceramica Cleopatra.

### Nazionale
Esordisce in nazionale il 29 marzo 2021 contro le Comore in un incontro valido per le qualificazioni alla Coppa d'Africa 2021, subentrando al 60' al posto di Mohamed Sherif.

## Statistiche

### Presenze e reti nei club
Statistiche aggiornate al 28 dicembre 2023.
| Stagione                  | Squadra                   | Campionato                | Campionato | Campionato | Coppe nazionali | Coppe nazionali | Coppe nazionali | Coppe continentali | Coppe continentali | Coppe continentali | Altre coppe | Altre coppe | Altre coppe | Totale | Totale |
| Stagione                  | Squadra                   | Comp                      | Pres       | Reti       | Comp            | Pres            | Reti            | Comp               | Pres               | Reti               | Comp        | Pres        | Reti        | Pres   | Reti   |
| ------------------------- | ------------------------- | ------------------------- | ---------- | ---------- | --------------- | --------------- | --------------- | ------------------ | ------------------ | ------------------ | ----------- | ----------- | ----------- | ------ | ------ |
| 2017-2018                 | Al-Ahly                   | PL                        | 4          | 0          | CE              | 1               | 0               | ACC+CCL            | 0                  | 0                  | SE          | 0           | 0           | 5      | 0      |
| 2018-gen. 2019            | Al-Ahly                   | PL                        | 0          | 0          | CE              | 1               | 0               | ACC+CCL            | 0                  | 0                  | SE          | 0           | 0           | 1      | 0      |
| gen.-giu. 2019            | El-Gouna                  | PL                        | 13         | 7          | CE              | -               | -               | -                  | -                  | -                  | -           | -           | -           | 13     | 7      |
| 2019-2020                 | El-Gouna                  | PL                        | 28         | 6          | CE              | 1               | 0               | -                  | -                  | -                  | -           | -           | -           | 29     | 6      |
| Totale El-Gouna           | Totale El-Gouna           | Totale El-Gouna           | 41         | 13         |                 | 1               | 0               |                    | -                  | -                  |             | -           | -           | 42     | 13     |
| 2020-gen. 2021            | Al-Ahly                   | PL                        | 2          | 0          | CE              | 0               | 0               | CCL                | 2                  | 0                  | SE+SA+Cmc   | 0           | 0           | 4      | 0      |
| Totale Al-Ahly            | Totale Al-Ahly            | Totale Al-Ahly            | 6          | 0          |                 | 2               | 0               |                    | 2                  | 0                  |             | 0           | 0           | 10     | 0      |
| gen.-giu. 2021            | Ceramica Cleopatra        | PL                        | 23         | 15         | CE              | 2               | 1               | -                  | -                  | -                  | -           | -           | -           | 25     | 16     |
| 2021-2022                 | Altay                     | SL                        | 26         | 5          | TK              | 3               | 4               | -                  | -                  | -                  | -           | -           | -           | 29     | 9      |
| 2022-2023                 | Ceramica Cleopatra        | PL                        | 29         | 8          | CE              | 0               | 0               | -                  | -                  | -                  | -           | -           | -           | 29     | 8      |
| 2023-2024                 | Ceramica Cleopatra        | PL                        | 6          | 2          | CE              | 0               | 0               | -                  | -                  | -                  | SE          | 2           | 0           | 8      | 2      |
| Totale Ceramica Cleopatra | Totale Ceramica Cleopatra | Totale Ceramica Cleopatra | 58         | 25         |                 | 2               | 1               |                    | -                  | -                  |             | 2           | 0           | 62     | 26     |
| Totale carriera           | Totale carriera           | Totale carriera           | 131        | 43         |                 | 8               | 5               |                    | 2                  | 0                  |             | 2           | 0           | 143    | 48     |

### Cronologia presenze e reti in Nazionale
| Cronologia completa delle presenze e delle reti in nazionale ― Egitto | Cronologia completa delle presenze e delle reti in nazionale ― Egitto | Cronologia completa delle presenze e delle reti in nazionale ― Egitto | Cronologia completa delle presenze e delle reti in nazionale ― Egitto | Cronologia completa delle presenze e delle reti in nazionale ― Egitto | Cronologia completa delle presenze e delle reti in nazionale ― Egitto | Cronologia completa delle presenze e delle reti in nazionale ― Egitto | Cronologia completa delle presenze e delle reti in nazionale ― Egitto |
| Data                                                                  | Città                                                                 | In casa                                                               | Risultato                                                             | Ospiti                                                                | Competizione                                                          | Reti                                                                  | Note                                                                  |
| --------------------------------------------------------------------- | --------------------------------------------------------------------- | --------------------------------------------------------------------- | --------------------------------------------------------------------- | --------------------------------------------------------------------- | --------------------------------------------------------------------- | --------------------------------------------------------------------- | --------------------------------------------------------------------- |
| 29-3-2021                                                             | Il Cairo                                                              | Egitto                                                                | 4 – 0                                                                 | Comore                                                                | Qual. Coppa d'Africa 2021                                             | -                                                                     | 60’                                                                   |
| 12-11-2021                                                            | Luanda                                                                | Angola                                                                | 2 – 2                                                                 | Egitto                                                                | Qual. Mondiali 2022                                                   | -                                                                     | 82’                                                                   |
| 16-11-2021                                                            | Alessandria d'Egitto                                                  | Egitto                                                                | 2 – 1                                                                 | Gabon                                                                 | Qual. Mondiali 2022                                                   | -                                                                     | 60’                                                                   |
| 18-6-2023                                                             | Il Cairo                                                              | Egitto                                                                | 3 – 0                                                                 | Sudan del Sud                                                         | Amichevole                                                            | -                                                                     | 62’                                                                   |
| Totale                                                                |                                                                       | Presenze                                                              | 4                                                                     |                                                                       | Reti                                                                  | 0                                                                     |                                                                       |

## Palmarès

### Club

#### Competizioni nazionali
- Campionato egiziano: 1

Al-Ahly: 2017-2018
- Supercoppa d'Egitto: 1

Al-Ahly: 2018

### Nazionale
- Coppa d'Africa Under-23: 1

Egitto 2019